# Tour des Anglais (Vaucouleurs)
Pour les articles homonymes, voir tour des Anglais (homonymie).
La tour des Anglais est un édifice situé dans la commune de Vaucouleurs, dans la Meuse en région Grand Est.

## Histoire
Le siècle de la principale campagne de construction est la 1re moitié du XIIe siècle.
Les restes des remparts et la tour dite des Anglais sont classés au titre des monuments historiques par arrêté du 14 novembre 1979.

## Description
La tour des anglais est couverte d'un appentis de tuiles creuses.